# Роґово (Великопольське воєводство)
Роґово (пол. Rogowo) — село в Польщі, у гміні Кробя Гостинського повіту Великопольського воєводства.
Населення — 229 осіб (2011).
У 1975-1998 роках село належало до Лешненського воєводства.

## Демографія
Демографічна структура станом на 31 березня 2011 року:
|          | Загалом | Допрацездатний вік | Працездатний вік | Постпрацездатний вік |
| -------- | ------- | ------------------ | ---------------- | -------------------- |
| Чоловіки | 67      | 10                 | 56               | 1                    |
| Жінки    | 162     | 14                 | 89               | 59                   |
| Разом    | 229     | 24                 | 145              | 60                   |